# James Inglis
James Inglis (* 1922; † 8. Mai 1951 in Manchester) war ein britischer Mörder. Seine Hinrichtung am Galgen im Strangeways-Gefängnis (Manchester) durch Albert Pierrepoint gilt als die schnellste Erhängung aller Zeiten.
Inglis hatte gestanden, die Prostituierte Alice Morgan am 1. Februar 1951 in Kingston upon Hull im Verlauf eines Streits über die Bezahlung erdrosselt zu haben, plädierte jedoch im Prozess auf Unzurechnungsfähigkeit. Die Jury glaubte seiner Darstellung des Ablaufs nicht, und Inglis wurde am 20. April zum Tode verurteilt. Da er nicht in Berufung ging, wurde seine Hinrichtung für einen Termin schon drei Wochen nach Prozessende festgesetzt.
Am 8. Mai führten der britische Chef-Henker Albert Pierrepoint und sein Assistent Syd Dernley Inglis aus seiner Zelle in den direkt angrenzenden Hinrichtungsraum. Dernley berichtete später, dass Inglis zu seiner Hinrichtung fast gerannt sei, indem er den ernsten Rat eines Gefängniswärters befolgte, schnell und „ohne Theater“ mitzugehen. Zwischen dem Verlassen der Zelle und dem Öffnen der Falltür verstrichen nur sieben Sekunden.
Die Hinrichtung kommt in dem Film Pierrepoint (2006) vor.